# Mark Charles Lee
Pour les articles homonymes, voir Mark Lee (homonymie) et Lee.
Mark Charles Lee est un astronaute américain né le 14 août 1952.

## Vols réalisés
- 4 mai 1989 : Atlantis (STS-30)
- 12 septembre 1992 : Endeavour (STS-47)
- 9 septembre 1994 : Discovery (STS-64)
- 11 février 1997 : Discovery (STS-82)

## Le premier couple dans l'espace
Le vol STS-47 emporta simultanément Mark C. Lee et Jan Davis, tout juste mariés et qui ont caché jusqu'au dernier moment leur relation à la NASA. Ce qui en fait le premier couple dans l'espace. Envoyer des couples au sein d'une même mission est interdit selon les règles de la NASA, pour les mêmes raisons que dans l'US Navy.